# High School Musical (album)
High School Musical is het soundtrackalbum van de Disney Channel Original Movie High School Musical, dat uitkwam op 10 januari 2006 en het bestverkochte album van 2006 was. Het kreeg ook platina.

## Liedjes
1. Start of Something New (Zac Efron & Vanessa Hudgens)[3]
2. Getcha Head in the Game (Zac Efron)[3]
3. What I've Been Looking For (Ashley Tisdale & Lucas Grabeel)
4. What I've Been Looking For (Reprise) (Zac Efron & Vanessa Hudgens)[3]
5. Stick to the Status Quo (High School Musical Cast)
6. When There Was Me and You (Vanessa Hudgens)
7. Bop to the Top (Ashley Tisdale and Lucas Grabeel)
8. Breaking Free (Zac Efron & Vanessa Hudgens)[3]
9. We're All in This Together (High School Musical Cast)[3]
10. I Can't Take My Eyes Off of You (Zac Efron, Vanessa Hudgens, Ashley Tisdale, & Lucas Grabeel)[3]
11. Get'cha Head in the Game (B5)
12. Start of Something New (instrumentaal)
13. Breaking Free (instrumentaal)

### High School Musical 2-disc Special edition
Op 23 mei 2006 gaf Walt Disney Records het album High School Musical 2-Disc Special Edition Soundtrack uit, met naast de oorspronkelijke cd een bonus-cd:
- Disc 2: Bonus Instrumentale Disc:

1. Start of Something New
2. Get'cha Head in the Game
3. What I've Been Looking For
4. Stick to the Status Quo
5. When There Was Me and You
6. Bop to the Top
7. Breaking Free
8. I Can't Take My Eyes Off of You

## Internationale versies
Hindi:
| Hindi titel                                 | Oorspronkelijke titel                  | Zanger(s)                                                   |
| ------------------------------------------- | -------------------------------------- | ----------------------------------------------------------- |
| "Yeh Man Gaaye Kyon"                        | "Start of Something New"               | Naresh Kamath & Sunidhi Chauhan                             |
| "Ho Ek Hi Aim"                              | "Get'cha Head in the Game"             | Naresh Kamath                                               |
| "Is Dil Ne Kahi Jo Baatein Nayee"           | "What I've Been Looking For"           | Neuman Pinto & Shweta Pandit                                |
| "Is Dil Ne Kahi Jo Baatein Nayee (Reprise)" | "What I've Been Looking For (Reprise)" | Naresh Kamath & Sunidhi Chauhan                             |
| "Jo Karte Ho Wahi Karo"                     | "Stick to the Status Quo"              | Hrishikesh Kamerkar, Shweta Pandit, Neuman Pinto            |
| "Na Jaane Main Aur Tu"                      | "When There was Me and You"            | Sunidhi Chauhan                                             |
| "Paaye Yeh"                                 | "Bop to the Top"                       | Neuman Pinto & Shweta Pandit                                |
| "Chhoole Ambar Hi"                          | "Breaking Free"                        | Naresh Kamath & Sunidhi Chauhan                             |
| "Yeh Mauj Hai Ek Ho Jaaye"                  | "We're All in This Together"           | Naresh Kamath, Sunidhi Chauhan, Neuman Pinto, Shweta Pandit |

| Titel                              | Originele titel              | Taal                 | Singer(s)                             |
| ---------------------------------- | ---------------------------- | -------------------- | ------------------------------------- |
| "Breaking Free (Asian Version)"    | "Breaking Free"              | Engels               | Vince Chong, Nikki Gil & Alicia Pan   |
| "Breaking Free (European Version)" | "Breaking Free"              | Engels               | Josh Hoge & Nikki Flores              |
| "Tem Que Tentar"                   | "Breaking Free"              | Portugees (Brazilië) | Fellipe Guadanucci & Lenora Hage      |
| "Se Provi A Volare"                | "Breaking Free"              | Italiaans            | Luca Dirisio                          |
| "另一個自己"                       | "Breaking Free"              | Mandarijn            | Anson Hu & Stephy Tang                |
| "Briser Mes Chaînes"               | "Breaking Free               | Frans                | Sofiane                               |
| "Sólo Hay Que Intentar"            | "Breaking Free"              | Spaans (Mexico)      | Roger González & Carla Medina         |
| "No Dejes De Soñar"                | "Breaking Free"              | Spaans (Spain)       | Conchita                              |
| "Masz W Sobie Wiarę"               | "Breaking Free"              | Pools                | Hania Stach & Andrzej Lampert         |
| "ממריאים"                          | "Breaking Free"              | Hebreeuws            | Gilat Hillel                          |
| "Bop to the Top"                   | "Bop to the Top"             | Spaans (Mexico)      | High School Musical "La Selección"    |
| "Estamos Todos Juntos"             | "We're All in This Together" | Spaans (Mexico)      | High School Musical "La Selección"    |
| "Minna Star!"                      | "We're All in This Together" | Japans               | AAA                                   |
| "Eres Tú"                          | "What I've Been Looking For" | Spaans (Mexico)      | Belanova                              |
| "O Que Eu Procurava"               | "What I've Been Looking For" | Portugees (Brazilië) | Ludov                                 |
| "Cuando éramos tú y yo"            | "When There Was Me and You"  | Spaans (Argentinië)  | High School Musical "La Selección"    |
| "Estando tú y yo"                  | "When There Was Me and You"  | Spaans (Mexico)      | High School Musical "La Selección"    |
| "Anata No Ita Toki"                | "When There Was Me and You"  | Japans               | Hitomi Shimatani                      |
| "Tem Que Tentar"                   | "Breaking Free               | Portugees (Brazilië) | Fabiola Ribeiro & Beto Marden         |
| "Mente en el Juego"                | "Get'cha Head in the Game"   | Spaans (Mexico)      | High School Musical "La Selección"    |
| "Наверх в облака"                  | "Start of Something New"     | Russisch             | Sergey Lazarev & Kseniya Larina       |
| "Ты владеешь мячом"                | "Get'cha Head in the Game"   | Russisch             | Sergey Lazarev                        |
| "Мы в темные дни грустили одни"    | "What I've Been Looking For" | Russisch             | Sergey Lazarev & Kseniya Larina       |
| "Наш звездный час"                 | "Breaking Free"              | Russisch             | Sergey Lazarev & Kseniya Larina       |
| "Мы все вместе"                    | "We're All in This Together" | Russisch             | Sergey Lazarev Kseniya Larina & Other |